# Wattrelos
Cet article possède un paronyme, voir Waterloo (homonymie).
Wattrelos [watʁəlo] est une commune française de 41 015 habitants (en 2020), située dans le département du Nord, en région Hauts-de-France.
Limitrophe de la Belgique, Wattrelos fait partie de la Métropole européenne de Lille. Wattrelos et ses alentours ont appartenu au Comté de Flandre, au royaume de France, aux Pays-Bas espagnols et aux Pays-Bas méridionaux (en latin Belgica Regia).
Ses habitants sont nommés les Wattrelosiens et ont pour surnom « Les coupés en deux » (« Les copés in deux » en ch'ti).

## Géographie

### Localisation
Wattrelos est située à la frontière franco-belge, à 14 km de Lille, 17 km de Courtrai (Kortrijk en flamand) et à 19 km de Tournai. La ville est donc située quasiment à équidistance des trois pôles principaux de l'Eurométropole Lille-Kortrijk-Tournai, métropole transfrontalière de plus de 2 millions d'habitants, dont elle fait partie.
La ville est située dans le Ferrain et dans le pays de Flandre romane.

### Communes limitrophes
Située à la frontière belge, Wattrelos est limitrophe en France des communes de  Roubaix, Tourcoing et Leers et en Belgique de la ville de Mouscron (dont les sections ou villages de Luingne et d'Herseaux) et de la commune d'Estaimpuis (dont la section ou village de Leers-Nord).
Les communes limitrophes sont Roubaix, Leers, Tourcoing, Mouscron et Estaimpuis.
| Tourcoing |           | Mouscron (Belgique)   |
|           | Wattrelos | Estaimpuis (Belgique) |
| Roubaix   | Leers     |                       |

### Géologie et relief
Les altitudes minimum et maximum de Wattrelos sont respectivement de 16,2 (à la Bourde) et 45 mètres (42,5 m à Beaulieu). La superficie de Wattrelos est de 13,44 km2 soit 1 344 hectares.

### Hydrographie

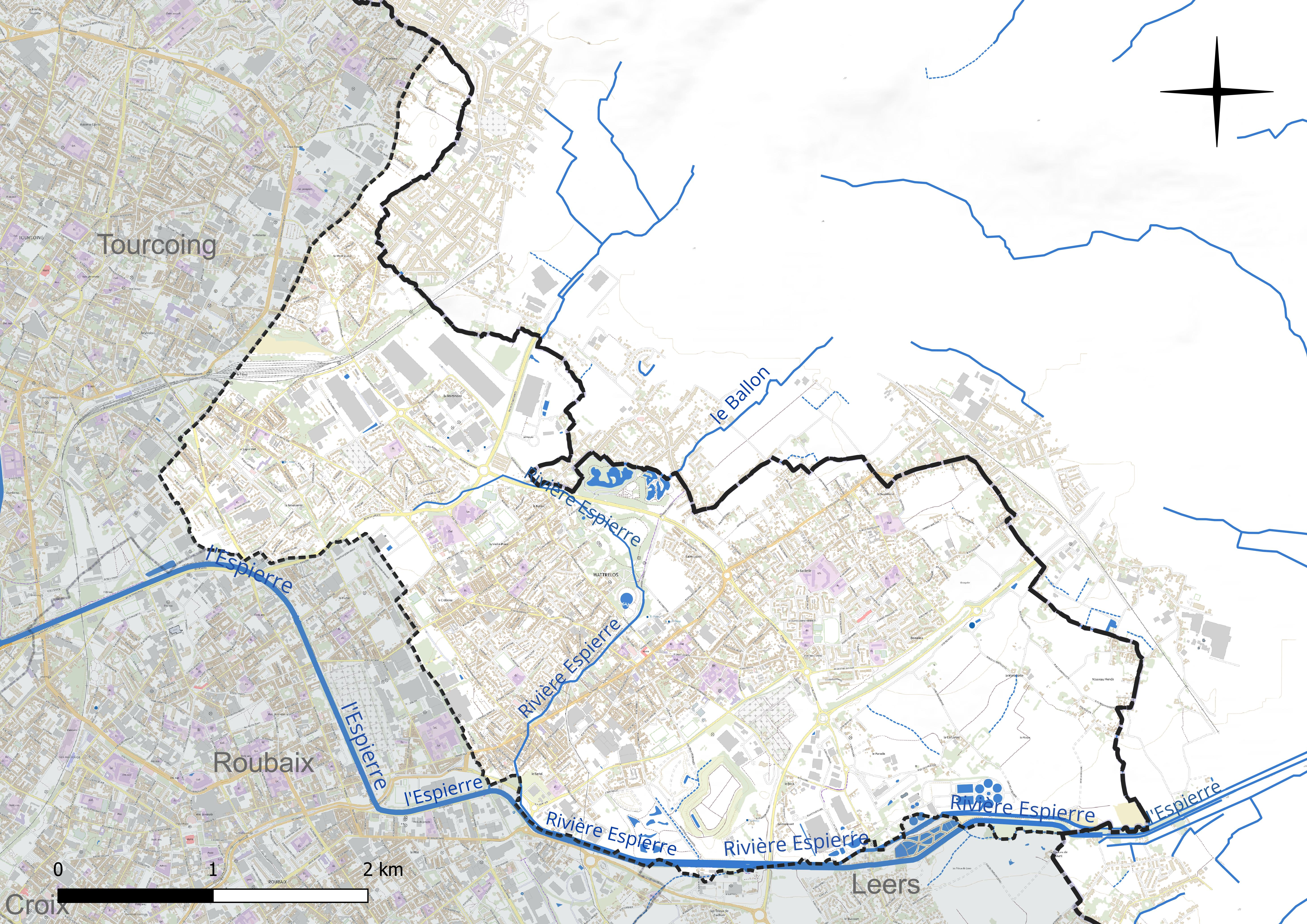
Réseau hydrographique de Wattrelos.

Le canal de Roubaix, rouvert à la navigation depuis 2009 (programme Blue Links), longe la limite sud de la ville de Wattrelos jusqu'à la frontière avec la Belgique où il se raccorde au canal de l'Espierres,.
Wattrelos est également traversée par l'Espierre. Cette rivière aussi nommée le Riez, prend sa source à Mouvaux à la Ferme des Masures, puis traverse Tourcoing. À son entrée à Wattrelos, l'Espierre reçoit le riez de St-Joseph, puis formant un S inversé entre les buttes s'élevant du côté du Sapin-Vert et de Beaulieu (point culminant de la commune à 42,5 m) traverse Wattrelos jusqu'à la Bourde (point minimal d'altitude à 16,2 mètres au niveau du confluent de l'Espierre et du ruisseau de Wattrelos délimitant la frontière avec Estaimpuis). Son principal affluent, le Berkem qui rejoint l'Espierre aux Ballons, forme la frontière avec Mouscron, l'enclave de Luingne et une partie d'Herseaux. Au niveau du Sartel, l'Espierre reçoit les eaux du Trichon en provenance de Roubaix, puis poursuit son cours canalisé vers Belgique où elle se jette dans l'Escaut ; elle est aujourd'hui enfouie et canalisée sur quasiment toute sa longueur,. Au XIXe siècle, elle est pendant quelques années une des principales sources d'alimentation du canal de l'Espierre. Mais l'industrialisation de Roubaix et Tourcoing amène une forte pollution dans cette rivière, ce qui devient une source de contentieux entre la France et la Belgique.

### Climat
Pour des articles plus généraux, voir Climat des Hauts-de-France et Climat du Nord.
En 2010, le climat de la commune est de type climat océanique dégradé des plaines du Centre et du Nord, selon une étude du CNRS s'appuyant sur une série de données couvrant la période 1971-2000. En 2020, Météo-France publie une typologie des climats de la France métropolitaine dans laquelle la commune est exposée à un climat océanique et est dans la région climatique  Nord-est du bassin Parisien, caractérisée par un ensoleillement médiocre, une pluviométrie moyenne régulièrement répartie au cours de l’année et un hiver froid (3 °C).
Pour la période 1971-2000, la température annuelle moyenne est de 10,7 °C, avec une amplitude thermique annuelle de 14,3 °C. Le cumul annuel moyen de précipitations est de 678 mm, avec 12,1 jours de précipitations en janvier et 8,9 jours en juillet. Pour la période 1991-2020, la température moyenne annuelle observée sur la station météorologique la plus proche, située à Lesquin, à 14 km à vol d'oiseau, est de 11,3 °C et le cumul annuel moyen de précipitations est de 740,0 mm,. Pour l'avenir, les paramètres climatiques de la commune estimés pour 2050 selon différents scénarios d'émission de gaz à effet de serre sont consultables sur un site dédié publié par Météo-France en novembre 2022.

## Urbanisme

### Typologie
Au 1er janvier 2024, Wattrelos est catégorisée grand centre urbain, selon la nouvelle grille communale de densité à sept niveaux définie par l'Insee en 2022.
Elle appartient à l'unité urbaine de Lille (partie française), une agglomération internationale regroupant 60  communes, dont elle est une commune de la banlieue,,. Par ailleurs la commune fait partie de l'aire d'attraction de Lille (partie française), dont elle est une commune du pôle principal,. Cette aire, qui regroupe 201 communes, est catégorisée dans les aires de 700 000 habitants ou plus (hors Paris),.

### Occupation des sols

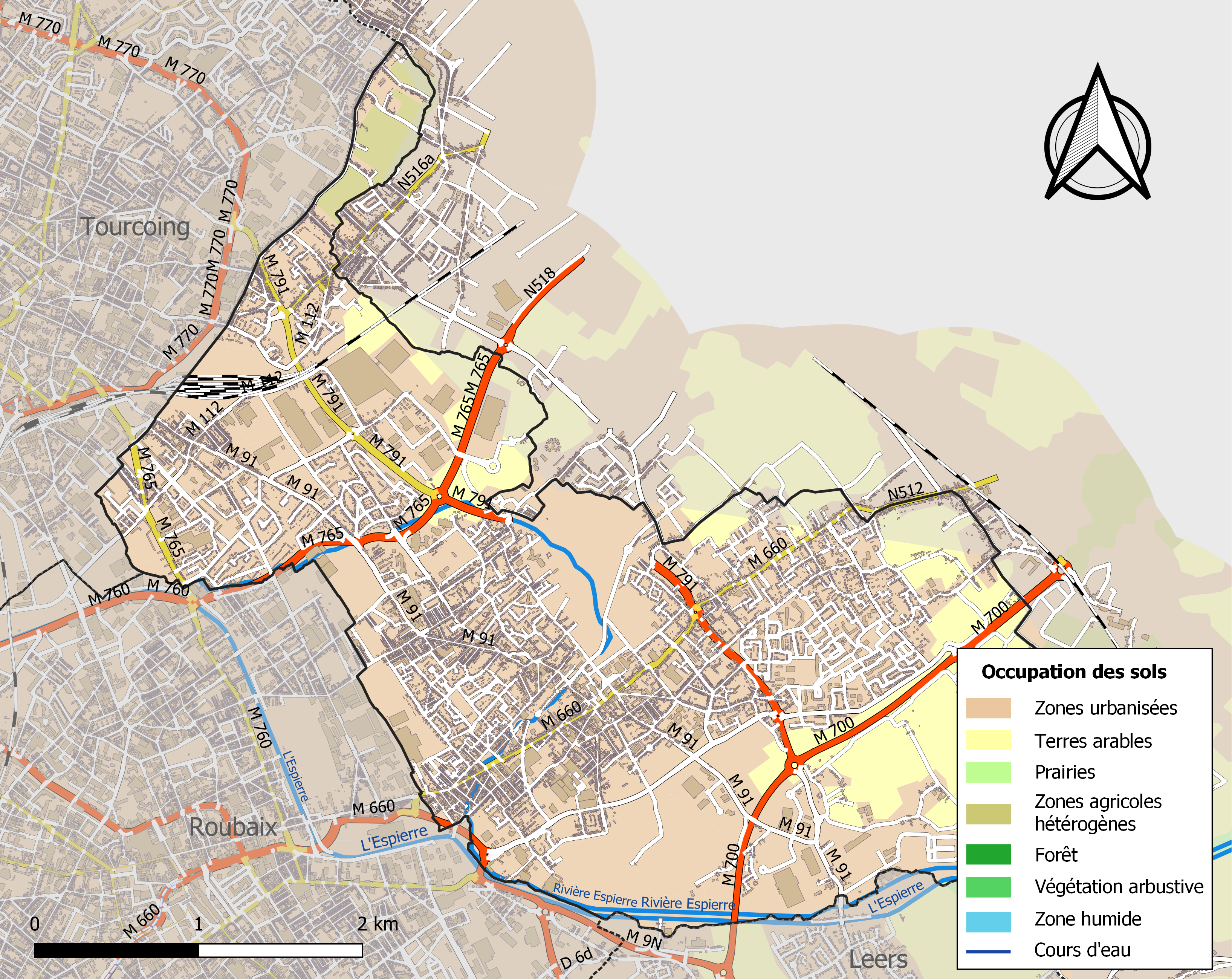
Carte des infrastructures et de l'occupation des sols de la commune en 2018 (CLC).

L'occupation des sols de la commune, telle qu'elle ressort de la base de données européenne d’occupation biophysique des sols Corine Land Cover (CLC), est marquée par l'importance des territoires artificialisés (76,7 % en 2018), en augmentation par rapport à 1990 (69,1 %). La répartition détaillée en 2018 est la suivante : 
zones urbanisées (52,6 %), zones industrielles ou commerciales et réseaux de communication (18,5 %), terres arables (18,1 %), espaces verts artificialisés, non agricoles (5,7 %), zones agricoles hétérogènes (4,2 %), prairies (1 %). L'évolution de l’occupation des sols de la commune et de ses infrastructures peut être observée sur les différentes représentations cartographiques du territoire : la carte de Cassini (XVIIIe siècle), la carte d'état-major (1820-1866) et les cartes ou photos aériennes de l'IGN pour la période actuelle (1950 à aujourd'hui).

### Évolution
Il faudra attendre 1908 à Wattrelos pour voir le premier film projeté au cinéma du Laboureur, rue Carnot, cinéma-dancing ouvert par Paul Jacobs, par ailleurs inventeur de la lessiveuse « La Merveilleuse » qui fit un carton dans les années 1920.
Dans les années 1970, la première crèche familiale du département du Nord est ouverte (en 1973) et la première garderie de Wattrelos en 1977. Suivent les constructions d'écoles et de collèges, comme Brossolette en 1973, Pablo-Neruda en 1975, Voltaire en 1977, Curie en 1980, des maternelles Kergomard, Anatole-France, Jacques-Brel en 1980, Buisson en 1981, de l’école élémentaire Jean-Jaurès et de la maternelle Michelet en 1982, du lycée d’enseignement professionnel Savary en 1989 et de l’école élémentaire Anatole-France en 1995.

### Quartiers
La démocratie de proximité (au sens de la loi du 27 février 2002) est organisée autour de trois « conseils de quartier » représentatifs des :
- quartiers nord (Sapin Vert, Mousserie, Martinoire, Touquet)
- quartiers centre (Centre, Ballon, Crétinier, Sartel)
- quartiers sud (Beaulieu, Saint-Liévin, Baillerie, Plouys).

Classé quartier prioritaire, Le Crétinier fait partie du Programme national de requalification des quartiers anciens dégradés (PNRQAD).

### Voies de communication et transports
La commune est desservie, en 2023, par les Lianes 3 et 8, les lignes 17, 35, CIT5, Z6 et 945 du réseau Ilévia. La ligne transfrontalière MWR reliant la station Eurotéléport à la commune belge de Mouscron dessert également la commune.
La gare ferroviaire de Wattrelos a cessé toute activité dans les années 1980.

## Toponymie
L'origine vient peut-être du flamand waterloos qui signifie sans eau.
Alexandre Pruvost dans son "Histoire de Wattrelos" en 1865 (p. 2) donne une explication raisonnable sur l'origine du nom, compte-tenu de la géographie du site, traversé par de nombreux cours d'eau, dont le principal est l'Espierre. Il écrit : "Le mot loo, qui se rencontre très fréquemment, signifie une hauteur boisée, et Wattrelos signifierait une hauteur boisée entourée d'eau, ou dans le voisinage de l'eau". Il donne également une liste des différentes orthographes relevées au cours des siècles (pp. 2-3) dont "Uuaterlos" en 1030 avant l'usage du "w" (voir l'article sur la lettre W dans Wikipedia).
Nous avons ensuite Waterlooz en 1030, puis Wattrelos en 1793. La commune se nomme Waterlo, Waterloo en néerlandais.

## Histoire

### Moyen Âge
Le nom de Waterlos apparaît sur un document vers 1030 (XIe siècle) ; d'abord propriété d'un riche et puissant seigneur nommé Allowyn, celui-ci abandonne, lors de sa conversion, tous ses biens dont Wattrelos, à l'abbaye gantoise de Saint-Bavon. Au XIVe siècle, Wattrelos voit apparaître sur ses terres les artisanats du textile en complément des activités agricoles.

### Wattrelos sous l’Ancien Régime
Plus d’une quarantaine de seigneuries et fiefs parsemaient le territoire de Wattrelos (voir avec le plan-terrier de 1730 ci-contre pour leur localisation), tous sauf deux (Les Masures d’environ 45 bonniers et son fief de La Tannerie de 10 bonniers qui appartenaient à la Salle de Lille, soit au niveau de la Martinoire près de Roubaix) relevaient de l’abbaye de St-Bavon à Gand. Théodore Leuridan en a publié le descriptif en 1888 dans un petit livret (La Seigneurie de Wattrelos et les fiefs qui en relevaient, 94 pages) d’après un registre de 1718 (p. 58 et suiv.). Wattrelos bien que située en France, était une terre d’Empire, donc faisant partie des Pays-Bas (p. 66) parmi les domaines cités, on trouve : La Honuière, comprenant un manoir et 2 bonniers 3 cens de terre situés sur le chemin du Crétinier vers Roubaix ; La Bouteiilerie, un manoir et 6 bonniers 10 cens de terre, sur le chemin de Wattrelos vers Estaimpuis ; Le Gauquier, avec bailli et hommes cottiers (échevins), ayant justice vicomtière (moyenne justice – l’équivalent aujourd’hui du tribunal correctionnel –   avec droit de pendaison sur les larrons), comprenant un cent de terre sur la ruelle de Wattrelos à Estaimpuis, plus 4 cens réincorporés au fief et une rente sur 8 bonniers ; La Longuecourt sur 4 bonniers 12 cens sur le chemin de Beaulieu au Paradis ; Les Vignons, 4 cens de jardins et 12 cens de terre à labour, entre la Bouteillerie et le sentier menant du Gauquier au chemin d’Audenarde (l’actuelle rue Jules Guesde vers la Houzarde) ; La Mottelette, un cent de terre, attenant au Nord au chemin reliant le pont du Travers à la Vieille Place (soit aux Ballons) ; Beaumez, à justice vicomtière avec bailli et hommes cottiers, comprenant un manoir entouré d’eau, 3 bonniers et demi de terre attenant à l’Espierre vers le pont du Courrouble (en bas de la rue Pierre Cateau), plus des rentes sur 15 bonniers ; Les Tomquequines, à justice vicomtière, attenant aux fiefs de Beaumez et l’Espierre et aux terres de la Bourde à Roubaix sur 11 bonniers 30 cens ; La Mairie (au coin de la rue de l’Abattoir, là où se trouve aujourd’hui un supermarché), à justice vicomtière, avec un manoir et 12 cens de terre sur le chemin de Menin à Tournai (la D91, entre Tourcoing et Leers), attenant au fief du Bois ; Le Bois, en un bonnier 12 cens, attenant à La Mairie et à la ruelle menant au grand chemin de Menin à Tournai (au niveau de la rue du Général De Gaulle) ; La Boutillerie, sur 2 bonniers et rentes sur 3 bonniers, au niveau du chemin qui mène de la Croix de St-Liévin à Dottignies (au coin des rues Jules Guesde et de Mouscron) ; La Grande Espierre, sur un manoir et 5 bonniers, le long de l’Espierre limitrophe de Mouscron et près du fief de la Vigne ; La Petite Espierre, sur « 26 cens de terre à labour » (soit 1 bonnier 10 cens) voisin et dépendant du précédent ; Les Mottes, avec un manoir et 9 bonniers, attenant aux terres de Beaulieu ; Lamissart, sur « 1702 verges » (un peu plus d’un bonnier) au quartier de la Houzarde ; Le Haut-Jardin, sur « 1715 verges », attenant au précédent et au chemin de Rimbaurier ; Le Winhoutte, à justice vicomtière, sur 15 cens de terre aux confins d’Herseaux ; Le Blanc-Bonnet, sur « un quarteron et demi » (environ ¼ de bonnier), attenant au chemin qui va de la Vieille-Place au Crétinier (rue Saint-Vincent-de-Paul) ; La Petite Espierre, à justice vicomtière, avec bailli et hommes cottiers, sur 2 cens de terre le long du chemin de Menin à Tournai et rentes sur 5 bonniers (3 au Winnehout et 2 à la Carluyère) ; L’Espierre, à justice vicomtière, avec bailli et hommes cottiers, sur 10 cens de terre attenant à l’Espierre et à la Planche des Bedarts (au Laboureur) plus une rente sur 5 bonniers ; La Vigne, à justice vicomtière, avec un manoir et 13 bonniers de terre, attenant au Nord à l’Espierre, limite avec Mouscron, au Sud à la Petite Espierre et à l’Ouest au chemin de Menin à Tournai (soit au niveau de l’ancienne usine La Lainière) ; Le Wez (mot d’origine germanique désignant un gué) et Vivier (désigne également un fossé servant d’abreuvoir aux animaux), sur 5 quarterons (soit un bonnier ¼) aboutissant à la Place (soit en bas de l’église St-Maclou, près de l’ancienne gare) ; Beaulieu, sur 7 cens de terre à labour, attenant à l’Est au chemin joignant Beaulieu à la Carluyère et au Nord et à l’Ouest au fief de Longuecourt. Au delà de ces seigneuries et fiefs identifiés, le registre indique 19 fiefs non-nommés et des fiefs soit éteints, soit étrangers à la seigneurie de Wattrelos comme La Ceure, Croisez, Longpré, Montaigne, Quarte, La Bourde, Le Plouys et Le Sartel. De nombreux noms de famille trouvent ici leur origine d’après ces noms de seigneuries et de fiefs au XIIIème siècle à Wattrelos ; Théodore Leuridan cite par exemple un Simon del Hornuire (à l’Hornuière) ou un Eustachius Botelgir (à la Bouteillerie) ou un Walterus de Leoncort (à Longuecourt), un Egidius Destombekines (à Tombequines) ou encore un Joannes Del Mairie (à La Mairie), souvent cités comme hommes de fief, c’est-à-dire servant à authentifier des actes civils (comme témoins dans des actes « notariés », à une époque où le notariat n’existe pas encore en Flandre). Un article paru en 1906 dans les Annales de l'Est et du Nord (pp. 542-554), reproduit divers tableaux de conversions entre les anciennes et nouvelles mesures utilisées dans le Département du Nord, dressées en l'an VI, et publiées selon un arrêté du Préfet du Nord du 29 ventôse an IX. Les anciennes unités variaient considérablement d'une ville à l'autre. Pour Lille, le bonnier valait 1,4246 ha ; chaque bonnier étant divisé en 16 cens ou 1600 verges.

### De la Renaissance auXVIIIesiècle
Pendant plusieurs siècles la région lilloise a été disputée par plusieurs royaumes entraînant avec elle les villes de Tourcoing, Roubaix, Wattrelos, etc.
En 1477, les soldats du roi Louis XI, pillent les manoirs, le château et les récoltes. La ville commence ensuite à prospérer, mais en 1488 la bataille de l'Espierre se déroule au cœur même de la ville. Les Wattrelosiens n'échappent pas aux guerres de Religion : en 1566, 150 protestants sont massacrés dans l'église.
En 1667, sur ordre de Louis XIV, la ville de Lille est prise et la Flandre devient française (de ce fait Wattrelos aura 12 km de frontière à surveiller). Un premier plan (terrier) du village est produit en 1730.

### La Révolution française et l'Empire
Pendant la Révolution, en 1794, Wattrelos subit la bataille de Tourcoing (victoire de la république contre les monarchies européennes). Dans la seconde moitié du XIXe siècle, la ville connaît son essor industriel. L'année 1865 voit la première implantation industrielle: l'entreprise Leclerq-Dupire (filature / tissage). Grâce au textile, de nombreuses usines s'y installent et la population connaît une forte croissance. Des quartiers entiers sont construits. Plusieurs usines du secteur appartenaient à Alfred Motte.
Le plan de 1876 établi d'après le cadastre montre un accroissement urbain surtout sur la partie bordant la frontière sur Herseaux et Estampuis avec les quartiers du St-Liévin, de la Baillerie, de la Boutillerie, du Nouveau-Monde, du Plouys et du Bas-Chemin, ce qui correspond à l'implantation d'ouvriers belges du textile dans la commune. En comparaison, la partie Nord de la commune au delà du Crétinier est restée plus rurale.
Le canal de Roubaix borde la commune au Sud et une ligne de chemin de fer joignant Tourcoing à Mouscron la traverse au Nord.
En 1892, le premier élu socialiste wattrelosien, Florimond Lecomte, entre au conseil municipal ; il est à l'époque dans l’opposition.

### De la Belle Époque à la Seconde Guerre mondiale

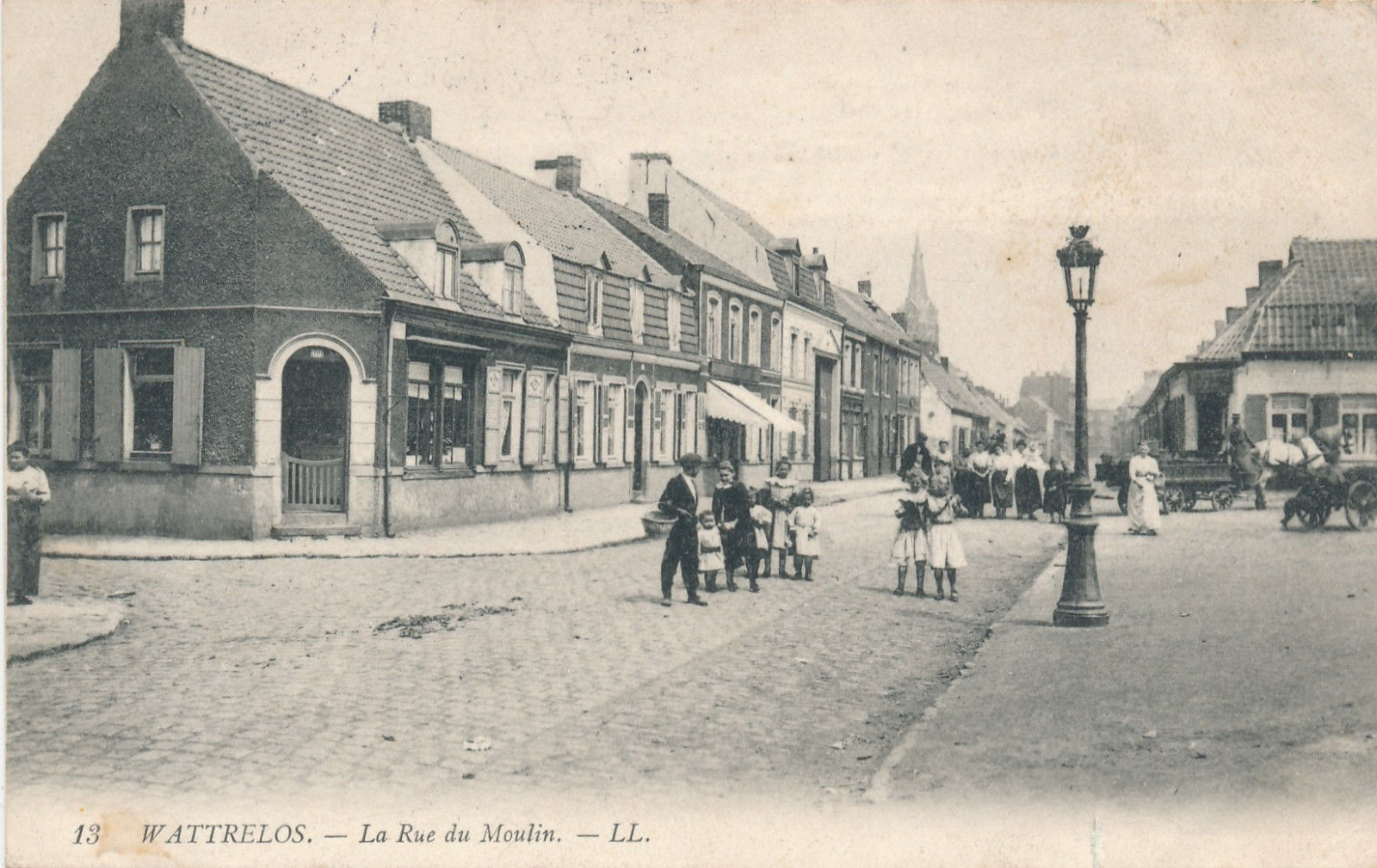
La rue du Moulin, vers 1910.

En 1907, un journaliste parisien publie un article à la une de son journal pour rendre compte de sa visite à Wattrelos. Le titre en est « Misère municipale, 27.000 Français sans hygiène ». Le maire d'alors, Joseph Thérin, confie à ce journaliste qu'il n’avait pas à dépenser, en tout, plus de 7,75 F par habitant. Il n'intervenait que sur ce qui ne pouvait attendre, c’est-à-dire principalement dans le domaine de l’aide sociale - plus vitale que sociale - à destination d’habitants qui vivaient à l’époque dans les ténèbres, la boue et les ordures. La commune était la plus pauvre de France.

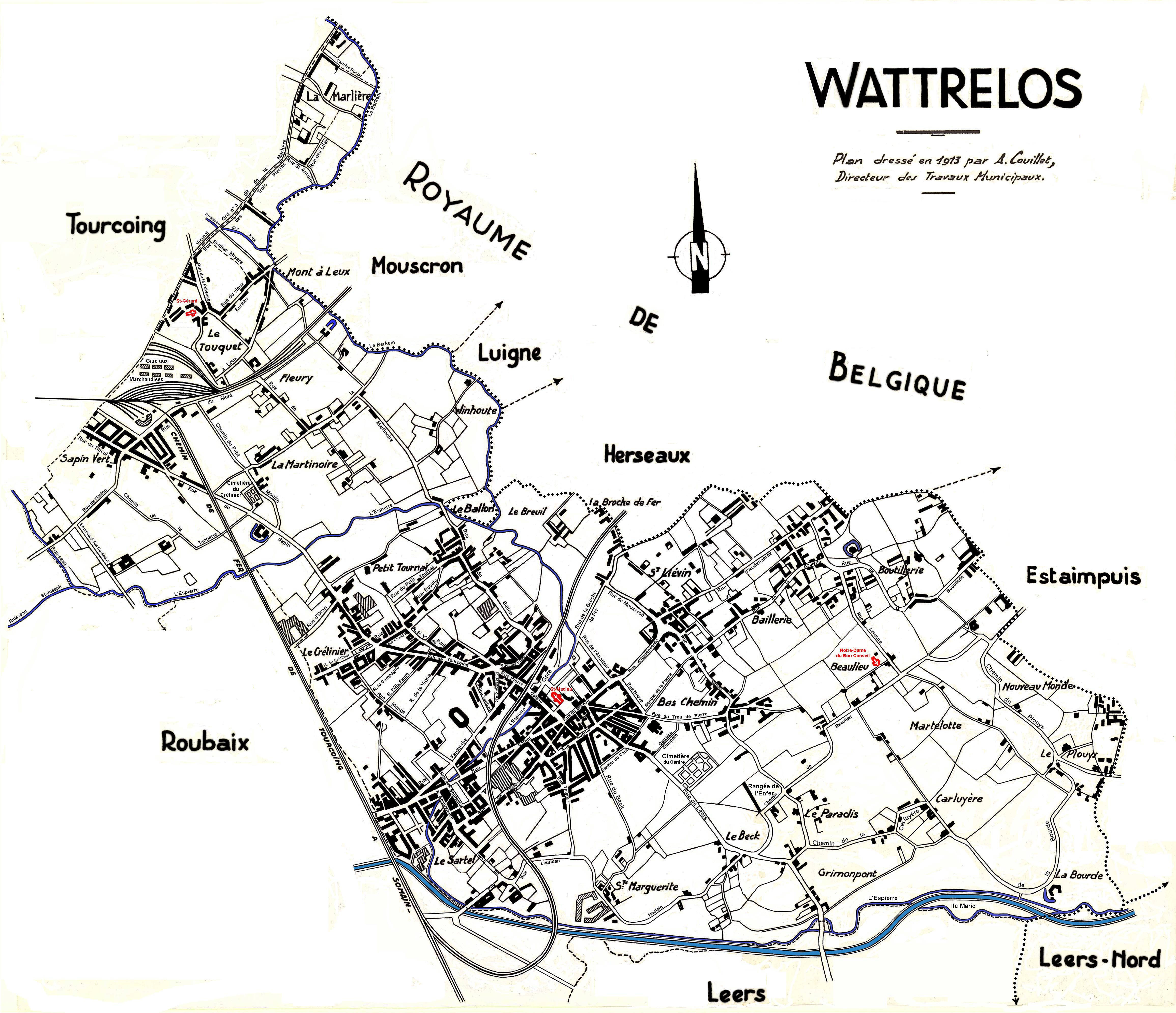
Plan de Wattrelos en 1913 d'après le cadastre.

L'église du nouveau quartier de Beaulieu est construite en 1909. La première pierre du nouvel hôtel de ville est posée en 1911 sur une partie de l’ancien hôpital. Il y a ensuite la modernisation de l’hôpital avec l'installation d’une salle de bains, puis l'ouverture d'un nouveau cimetière au Crétinier. Le second plan issu du cadastre en 1913, montre une urbanisation croissante le long de la route nationale 350 (axe des futures rues Carnot-Jules Guesde) avec la création du quartier du Laboureur, aux portes de Roubaix. Le développement de ce quartier verra la création de la Place de la République et le recouvrement partiel de l'Espierre. L'accès par le tramway facilitait le mouvement des ouvriers de Wattrelos vers les usines textiles de Roubaix. De plus, le quartier du Crétinier se développant également - l'usine de la Lainière n'était pas encore en activité à la Martinoire - une paroisse sera créée ultérieurement. A noter les trois paroisses instituées à cette époque : St-Gérard au Nord dans le quartier de la gare de triage de Tourcoing; Notre-Dame du Bon-Conseil à Beaulieu et l'église St-Maclou sise à la Grand Place (future place Jean Delvainquière). On remarquera également l'extension ferroviaire avec un embranchement desservant la gare de Wattrelos vers Mouscron. L'implantation de nouvelles usines comme Leclercq-Dupire entre le Centre et le Laboureur et de la filature du Sartel (au lieu-dit Le Sartel) témoignent de l'activité industrielle textile alors naissante. La partie orientale de la commune conservait son caractère rural, notamment avec les lieux-dits du Paradis (comprenant la Rangée de l'Enfer, typique des maisons à "otils" d'avant 1850, construites par des fabricants employant des ouvriers tisserands à demeure : chaque maison possédant alors son métier à tisser dans la pièce principale et témoignage d'une époque d'avant l'implantation des grandes usines textiles), de la Carluyère, de la Bourde, du Nouveau-Monde, de la Martelotte ou du Plouys.
La ville participe à la musique de l'époque avec les frêres Doyen dont Albert-Lucien Doyen (1888-1976), musicien, compositeur pour de grandes sociétés françaises ; il déposa près de six cents œuvres à la SACEM. Ses frêres, Émile, Charles et Joseph furent les fondateurs de la Lyre d’Estaimpuis.
C’est avec Henri Briffaut et l'arrivée des socialistes que Wattrelos a cessé d’être la ville la plus sous-équipée de France, malgré le contexte social. Son action concerna l’assainissement, l’installation de l’eau potable, l’extension de l’éclairage au gaz et de l’électricité, l’ouverture de cantines, la construction de salles des fêtes, de douches, de terrains de jeux et de camps de vacances.

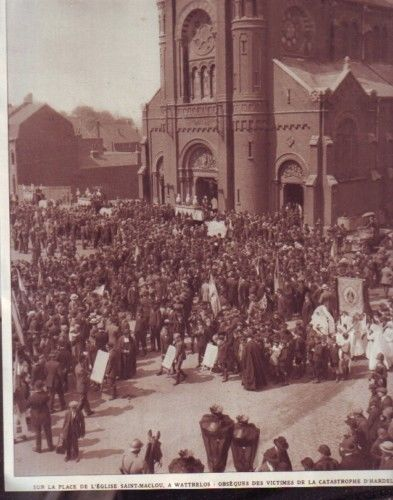
Obsèques à Saint-Maclou des treize noyés d'Hardelot (été 1925).

La ville est occupée par les troupes allemandes en 1914-1918. De nombreux Wattrelosiens ont combattu pendant la Grande Guerre, dont Albert-Lucien Doyen qui était au 87e régiment d'infanterie (87e RI). Le maire de l'époque, Henri Briffaut, fut arrêté trois fois avant d’être finalement déporté en 1917. Il avait en effet conseillé aux ouvriers de ne pas travailler pour l’ennemi, refusé de lui fournir la liste des indigents de sa commune, puis celle des hommes et de leur situation de famille, refusé de livrer des chevaux. Il fut envoyé au camp de Holzminden.
Wattrelos connut un drame collectif, la noyade de treize jeunes Wattrelosiens au cours d’une colonie de vacances à Hardelot, pendant l’été 1925. Le maire Henri Briffaut ordonna des funérailles officielles à l'église Saint-Maclou. Cette tragédie affligea la France entière.
Wattrelos connaît encore l'Occupation par l'Allemagne en 1940-1944. Des Wattrelosiens entrèrent en résistance comme Sœur Rose, née Hélène Vanalderwelt (1898-1980), qui avait reçu après la guerre de 1940 le diplôme de reconnaissance du War Office et la Croix du capitaine Michel. En avril 1941, elle reçut la croix de Chevalier dans l’ordre de la Légion d’Honneur des mains du cardinal Liénart (elle fut l'une des premières religieuses de France à être décorée pour faits de guerre), ainsi que l’insigne de vermeil de la Croix-Rouge française, et un diplôme d’état d’infirmière hospitalière décerné à titre exceptionnel.
Le 14 juillet 1941, des Wattrelosiens fleurissent les tombes des soldats britanniques tombés dans la commune et entonnent un poignant God Save the King, suivi de La Marseillaise, ce qui irrite l'occupant, mais, interrogé par trois fois, le maire Florimond Lecomte affirme n’en connaître aucun.
Le mois de mai 1945 marque un tournant dans la vie politique wattrelosienne, car pour la première (et dernière) fois un maire communiste est élu, en la personne de François Mériaux.

### Le Wattrelos contemporain
Le maire Albert D’Hondt meurt subitement, le soir du jeudi 23 mai 1957 dans son cabaret du centre-ville, plongeant toute la commune dans une soudaine consternation. Les années 1970 voient l'extension maximale du tissu industriel avec de nombreuses usines textiles implantées sur le territoire de la commune : la Lainière de Roubaix, la filature St-Liévin, Leclercq-Dupire, Amédée Prouvost, Le Sartel, Tapis St-Maclou... qui toutes fermeront à la fin du siècle. Parallèlement, plusieurs lotissements seront construits de l'après-guerre aux années 1970 : Les cités de la Martinoire, de la Mousserie, au Nord-Ouest de la commune et la ZUP de Beaulieu à l'Est.
Dans les années 70-80, fermeture de l’usine chimique Kuhlmann construite en 1905, laissant comme souvenir les « monts Kuhlmann », terrils de résidus chimiques, point culminant de la ville.
20 % des ménages vivent en dessous du seuil de pauvreté en 2019.

## Héraldique
| armes de Wattrelos | Les armes de Wattrelos se blasonnent ainsi : D'azur au lion fascé d'argent et de gueules, armé, lampassé et couronné d'or. |

## Politique et administration
Administrativement, la commune est située dans le canton de Roubaix-2 et dans la 8e circonscription du Nord.

### Tendances politiques et résultats
Depuis 1912, la ville est administrée par des maires de gauche (SFIO et PS principalement).

### Liste des maires

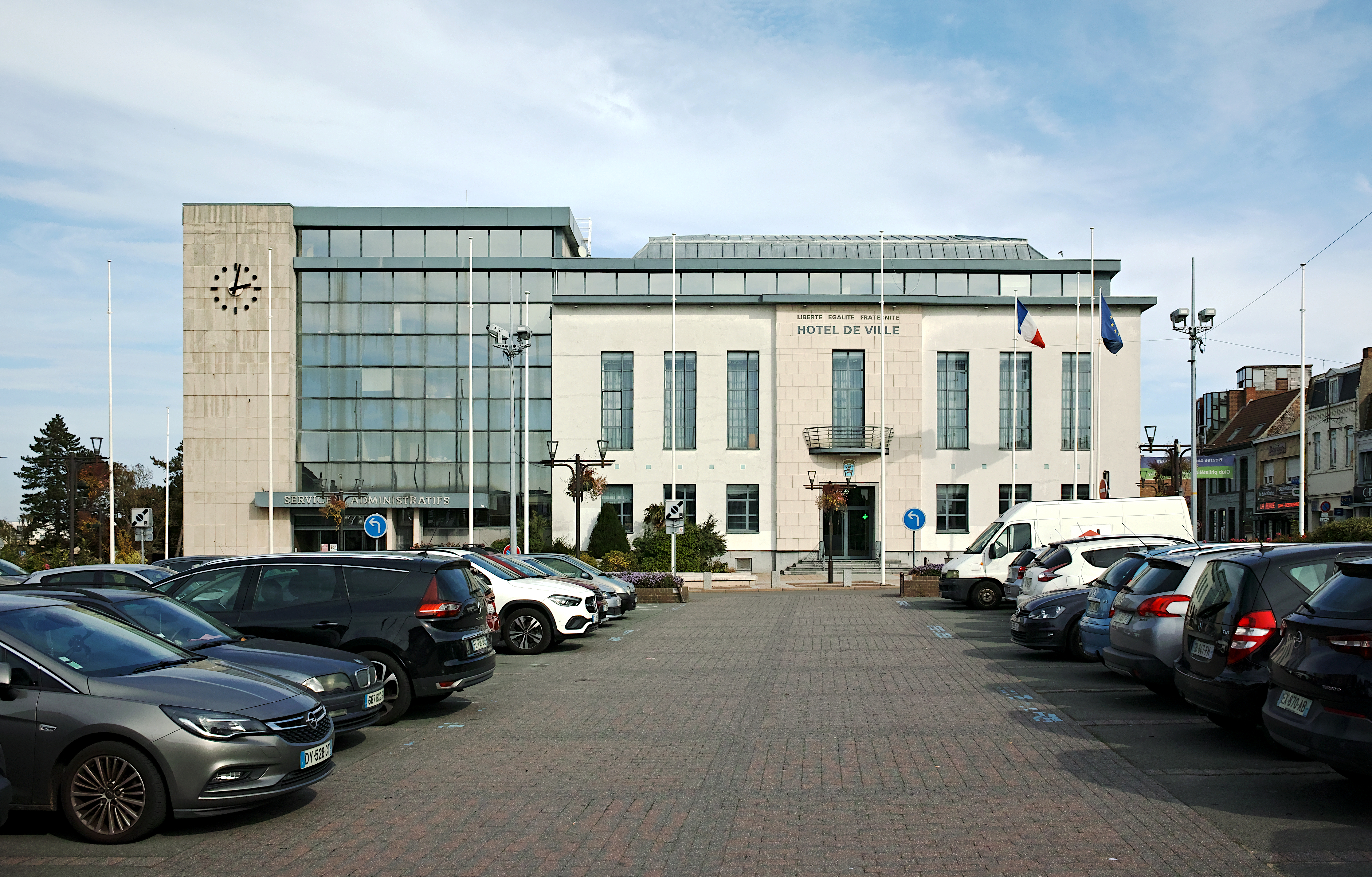
La mairie de Wattrelos (2023).

Source : Les maires de Wattrelos

### Canton
Wattrelos est située dans le canton de Roubaix 2.

### Jumelages
- Eschweiler (Allemagne)
- Köthen (Anhalt) (Allemagne)
- Solca (Roumanie)
- Mohács (Hongrie)
- Siemianowice Śląskie (Pologne)
- Guarda (Portugal)

## Population et société

### Habitants
Les habitants de Wattrelos ont pour surnom les « copés in deux » (coupés en deux). Ce terme vient des anciennes maisons qui étaient équipées de portes à double battant : la partie inférieure de la porte fermée ne laissait apparaître que la moitié du corps de l'habitant. Ce terme a été repris localement dans des noms de clubs et activités culturelles ou sportives : damier club « les coupés en deux »,, atelier patoisant « Les copés in deux »,, brevet de cyclotourisme les « Copés in Deux ».

### Démographie

#### Évolution démographique
L'évolution du nombre d'habitants est connue à travers les recensements de la population effectués dans la commune depuis 1793. Pour les communes de plus de 10 000 habitants les recensements ont lieu chaque année à la suite d'une enquête par sondage auprès d'un échantillon d'adresses représentant 8 % de leurs logements, contrairement aux autres communes qui ont un recensement réel tous les cinq ans,.

En 2022, la commune comptait 40 881 habitants, en évolution de −1,11 % par rapport à 2016 (Nord : +0,51 %, France hors Mayotte : +2,11 %).
| 1793  | 1800  | 1806  | 1821  | 1831  | 1836  | 1841  | 1846  | 1851  |
| ----- | ----- | ----- | ----- | ----- | ----- | ----- | ----- | ----- |
| 3 590 | 3 214 | 3 969 | 4 901 | 6 791 | 7 300 | 7 864 | 8 736 | 9 432 |

| 1856   | 1861   | 1866   | 1872   | 1876   | 1881   | 1886   | 1891   | 1896   |
| ------ | ------ | ------ | ------ | ------ | ------ | ------ | ------ | ------ |
| 10 360 | 12 315 | 13 113 | 14 682 | 15 325 | 15 725 | 17 118 | 19 770 | 22 731 |

| 1901   | 1906   | 1911   | 1921   | 1926   | 1931   | 1936   | 1946   | 1954   |
| ------ | ------ | ------ | ------ | ------ | ------ | ------ | ------ | ------ |
| 25 884 | 27 503 | 29 089 | 27 733 | 29 032 | 30 647 | 31 084 | 28 796 | 31 993 |

| 1962   | 1968   | 1975   | 1982   | 1990   | 1999   | 2006   | 2011   | 2016   |
| ------ | ------ | ------ | ------ | ------ | ------ | ------ | ------ | ------ |
| 41 319 | 43 754 | 45 440 | 44 626 | 43 675 | 42 753 | 42 852 | 41 538 | 41 341 |

| 2021   | 2022   | - | - | - | - | - | - | - |
| ------ | ------ | - | - | - | - | - | - | - |
| 40 836 | 40 881 | - | - | - | - | - | - | - |

Wattrelos est la 7e ville du département en nombre d'habitants.

#### Pyramide des âges
La population de la commune est relativement jeune.
En 2018, le taux de personnes d'un âge inférieur à 30 ans s'élève à 39,7 %, soit au-dessus de la moyenne départementale (39,5 %). À l'inverse, le taux de personnes d'âge supérieur à 60 ans est de 21,7 % la même année, alors qu'il est de 22,5 % au niveau départemental.
En 2018, la commune comptait 19 485 hommes pour 21 400 femmes, soit un taux de 52,34 % de femmes, légèrement supérieur au taux départemental (51,77 %).
Les pyramides des âges de la commune et du département s'établissent comme suit.
| Hommes | Classe d’âge | Femmes |
| ------ | ------------ | ------ |
| 0,3    | 90 ou +      | 1,1    |
| 5,0    | 75-89 ans    | 7,7    |
| 13,8   | 60-74 ans    | 15,1   |
| 20,2   | 45-59 ans    | 19,7   |
| 19,1   | 30-44 ans    | 18,5   |
| 19,5   | 15-29 ans    | 17,8   |
| 22,0   | 0-14 ans     | 20,2   |

| Hommes | Classe d’âge | Femmes |
| ------ | ------------ | ------ |
| 0,5    | 90 ou +      | 1,4    |
| 5,3    | 75-89 ans    | 8,1    |
| 14,8   | 60-74 ans    | 16,2   |
| 19,1   | 45-59 ans    | 18,4   |
| 19,5   | 30-44 ans    | 18,7   |
| 20,7   | 15-29 ans    | 19,1   |
| 20,2   | 0-14 ans     | 18     |

### Manifestations culturelles et festivités
Le Festival international du court métrage et de la vidéo eut lieu de 1972 à 1994 (il fut créé par Émile Delcour).
La Ville propose une programmation culturelle étoffée tout au long de l'année, avec notamment un festival de spectacle pour enfants, « L'Enfance de l'Art », chaque printemps durant un mois. Pour les musiciens amateurs, la Boîte à Musiques offre également des studios de répétition et propose régulièrement des concerts de rock, chanson française, etc.
Chaque année se déroule le festival Blues en mars,. 
Il existe aussi un atelier patoisant, « Nou Parlach », avec « Les copés in deux », troupe humoristique.

## Sécurité
Une partie de la commune de Wattrelos est intégrée à la zone de sécurité prioritaire de Roubaix-Tourcoing-Wattrelos en 2012. Les quartiers wattrelosiens concernés sont le Crétinier, le Laboureur et la Mousserie,.

## Économie
- Services (44 %)
- Commerce de détail (31 %)
- Établissements industriels et commerciaux (15 % : La Redoute, Promod, Jules...)
- Commerce de gros (10 %)

### Zones d'activités

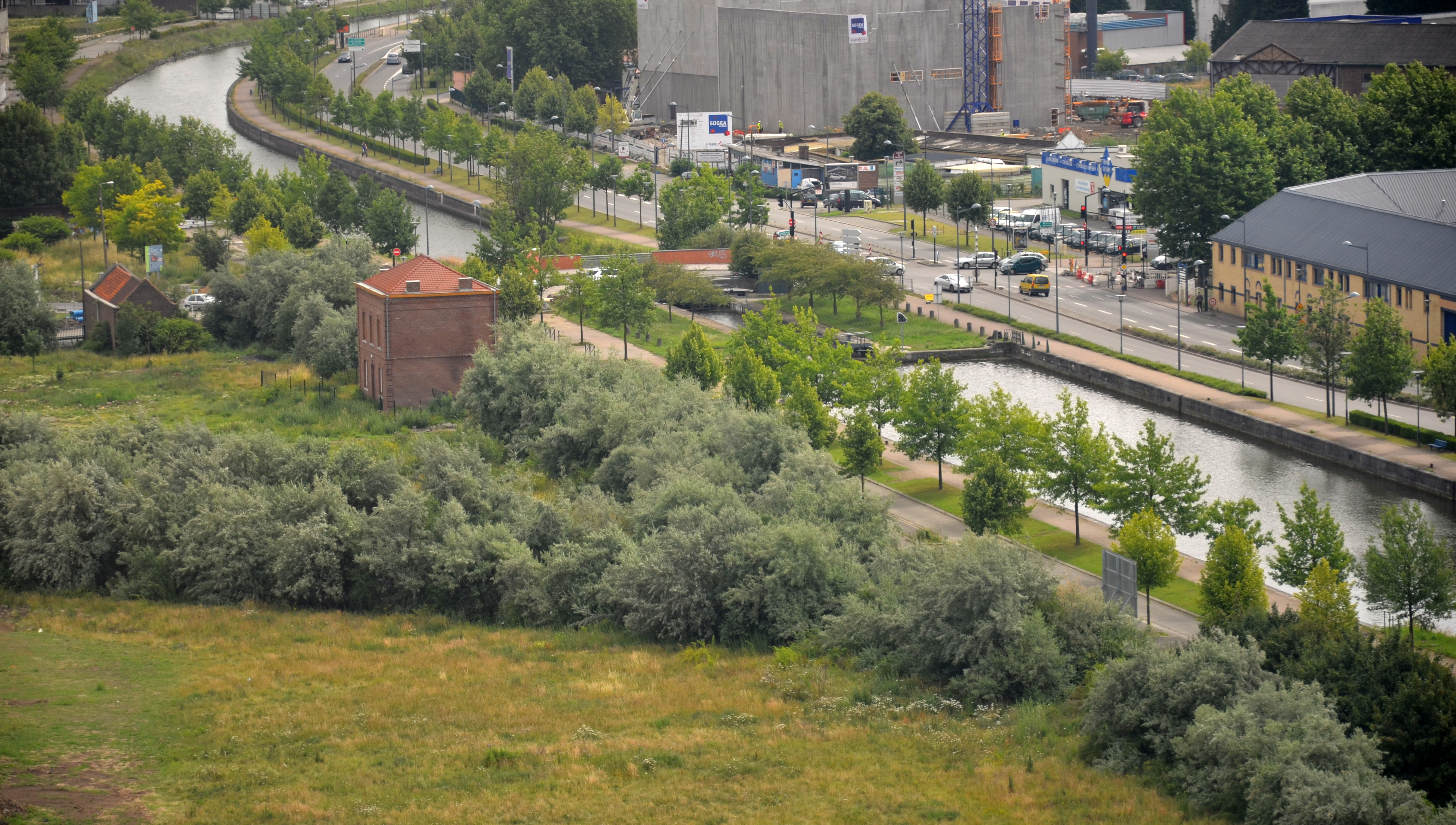
Zone de l'Union (juin 2011).

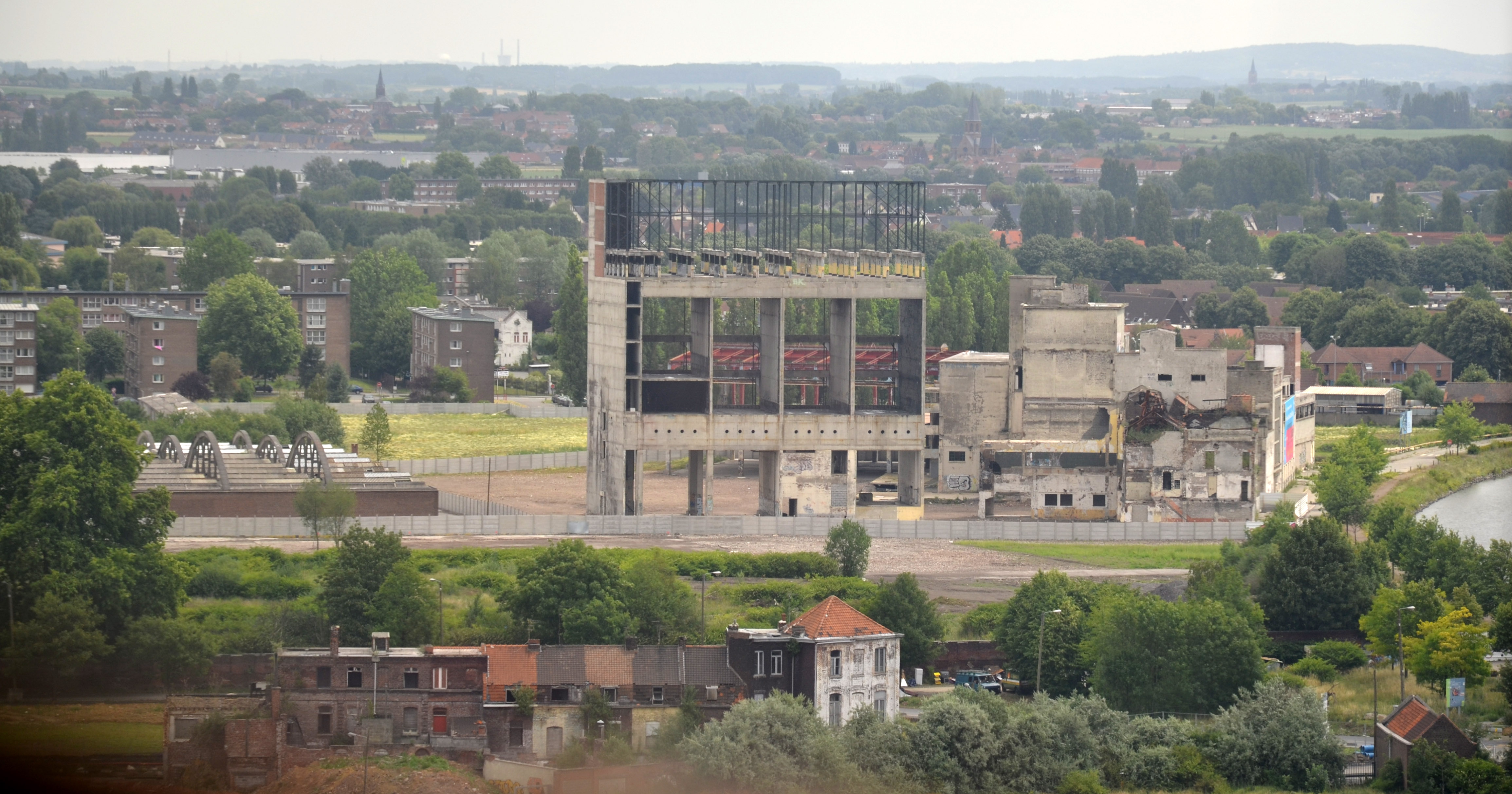
Zone de l'Union, ancienne usine Terken (Brasserie industrielle) en cours de réhabilitation (juin 2011).

Dans le domaine économique, Wattrelos a de nombreux atouts pour les investisseurs : des facilités d’accès (deux liaisons ouvertes vers la Belgique en 2004 à l'ouest et à l'est de la ville), 90 hectares de friches industrielles à reconquérir (Filatures du Sartel, Filature Saint-Liévin et Lainière de Roubaix dont la très grande majorité des bâtiments se trouve en réalité sur le territoire de Wattrelos) et des terrains à aménager en parcs d’activité afin de compléter l'offre existante – notamment la zone industrielle de la Martinoire, où se situent les entrepôts logistiques de La Redoute, qui fut la première zone industrielle du département du Nord. Bien que l'activité ait aujourd'hui diminué sur le site de la Redoute (environ 500 employés), il reste un acteur économique phare de la ville de Wattrelos.
Ces parcs d'activité, actuellement en plein développement, sont au nombre de trois sur le territoire de la commune : l’Avelin, le Beck et le Winhoute, auxquels il faut ajouter la « Zone de l’Union » qui s'étend aussi sur les communes limitrophes de Roubaix et Tourcoing et qui est l’un des plus grands chantiers de France.
- l'Avelin (10 ha)

Situé au sud-est de la ville, son aménagement (par la Communauté urbaine de Lille) date de 1995. Il est presque rempli. On y trouve pour l’instant les entreprises suivantes : Eurographie (impression sérigraphique), Spuntini Snacks (plate-forme de distribution de produits alimentaires destinés à la restauration rapide), Koloris (traitement et revêtement des métaux), Ricci Automobiles (concession automobile Peugeot, garage, vente et réparation), L'Orchidée (soirées privées, séminaires, soirées à thèmes, réceptions, mariages) et Senelar (négoce de bois).
- le Beck (32 ha)

Dans le prolongement du parc de l'Avelin mais de l'autre côté de la RD 700 (Antenne Sud de Roubaix) se situe le parc du Beck, conçu à la manière d’un bocage et mêlant activité économique et habitat (lotissement de 31 maisons). On y trouve les entreprises suivantes : Théâtre équestre Droulers (théâtre équestre), Steffy (négoce textile), Promod (prêt-à-porter féminin), Metro (produits alimentaires pour professionnels des métiers de bouche), Avez Ferblanterie (conditionnement en ferraille). En face du parc du Beck, sur une parcelle du hameau de la Carluyère, est implanté un dépôt de bus Ilévia (transports en commun).
- le Winhoute (28 ha)

La Chambre de Commerce Grand Lille est l'aménageur de ce parc d'entreprises attenant à la zone industrielle de la Martinoire (nord-ouest de la ville). On y trouve les entrepôts logistiques de Jules (prêt-à-porter masculin), MBC Constructions (bâtiment) et Papier (matériel pour piscines).
- l'Union (80 ha). C'est une ZAC ayant pour objet la réhabilitation d’une vaste friche industrielle qui abritait notamment l'ancienne brasserie Terken, avec l'objectif d'en faire une zone d'activité de haute qualité environnementale, en associant les habitants des quartiers au projet dans une dynamique de démocratie participative.

### Tourisme
- La ville de Wattrelos est labellisée Ville fleurie. Elle participe depuis 1989 au concours des villes et villages fleuris. Le comité départemental du tourisme lui a attribué la première fleur en 1996, la deuxième en 1999 et la troisième en 2001[60]. Actuellement[Quand ?], la Ville ne compte plus que deux fleurs et essaie de reconquérir la troisième.
- Wattrelos possède un musée des Arts et Traditions populaires.
- Le deuxième dimanche du mois de septembre est celui de la fête des Berlouffes, l'un des plus grands vide-greniers de France au charme authentique, organisé tous les ans depuis plus de trente ans.
- La Ville organise également : au printemps l'un des plus grands carnavals de la région, à l’automne  (le premier samedi d'octobre à la nuit tombante) la fête des allumoirs (défilé de lampions portés par les enfants dans différents quartiers de la ville) et un village de Noël en intérieur à la salle Salengro.

## Vie locale
Depuis toujours, Wattrelos est une ville de fêtes :
- la plus identitaire est incontestablement la fête des Berlouffes (en patois : guenilles, chiffons), immense vide-grenier fondé en 1978. Ce vide-grenier présente la particularité d’être exclusivement réservé aux amateurs, contrairement à la braderie de Lille. Les Berlouffes accueillent chaque deuxième dimanche de septembre des centaines de milliers de chineurs et visiteurs (2 500 emplacements, sur 17 km de trottoirs). La fête est si connue que Wattrelos a été baptisée par les médias régionaux « la cité des Berlouffes » ;
- le carnaval : importé d'Allemagne et fondé en même temps que la fête des Berlouffes, le carnaval de Wattrelos est l’un des plus importants de la région. Il a lieu en avril. Une vie associative folklorique s'est développée autour de l’événement ;
- Wattrelos est aussi une ville de brocantes et de ducasses (fêtes foraines). Héritage du passé, elles concernent tous les quartiers de la ville, quasiment tout au long de l’année ;
- la fête nationale, le 14 juillet, se décline en deux temps : feu d’artifice le 13 au soir et fête champêtre au parc du Lion le 14 durant tout l’après-midi avec concerts, animations pour les enfants, etc. ;
- les Allumoirs se déroulent en octobre dans tous les quartiers de la ville. Des cortèges de lampions effectuent un petit parcours derrière une société de musique, avant une distribution finale de friandises aux enfants ;
- le salon du Commerce & de l'Artisanat se déroule tous les ans à la Toussaint depuis plus de trente ans. Il accueille plus de soixante-dix exposants et reçoit plus de 10 000 visiteurs ;
- le marché de Noël est organisé depuis 1990. Il a lieu à l'intérieur, salle Salengro. Tous les ans, le Père Noël descend en rappel du clocher de l’église Saint-Maclou et distribue des friandises aux enfants[61].

Wattrelos est aussi une ville au réseau associatif très dense et très actif : entre 300 et 400 associations y sont répertoriées.

### Enseignement
Wattrelos abrite :
- treize écoles maternelles (Jean-Macé, Jacques-Brel, Albert-Camus, Jean-Jaurès...) dont une privée (Sainte-Thérèse) et seize écoles élémentaires (Albert-Camus, Jean-Macé, Jean-Jaurès...) dont quatre privées (L'Enfant-Jésus...) ;
- quatre collèges (Gustave-Nadaud, Pablo-Neruda, Émile-Zola) dont un privé (Saint-Joseph) ;
- un lycée d'enseignement général et technologique public : le lycée Émile-Zola ;
- un lycée d'enseignement professionnel et technique public : le lycée Alain-Savary ;
- ainsi que : un conservatoire (à rayonnement communal) de musique, situé rue Denis-Pollet, et un atelier de coupe et couture (rue de Stalingrad).

### Santé
La ville de Wattrelos abrite un centre hospitalier, situé rue du Docteur Alexander Fleming, à 200 m à l’est de l’Hôtel de Ville.
Il existe également un centre médico-psychologique (pour enfants, adolescents et adultes) rue du Docteur Leplat.

### Sports
La ville a beaucoup d'installations sportives et on y pratique au total une bonne trentaine de disciplines sportives, mais aussi des sports et jeux traditionnels comme le tir à l'arc à la perche, le javelot-tir sur cible et la bourle.
Cependant, il faut noter la fermeture de la piscine située dans le quartier de Beaulieu en 2015 pour des raisons techniques. En octobre 2016, la décision a été prise de démolir le bâtiment. Les habitants comme les scolaires de Wattrelos doivent donc recourir aux bassins des villes voisines.

## Lieux et monuments

### Patrimoine religieux

#### Catholique

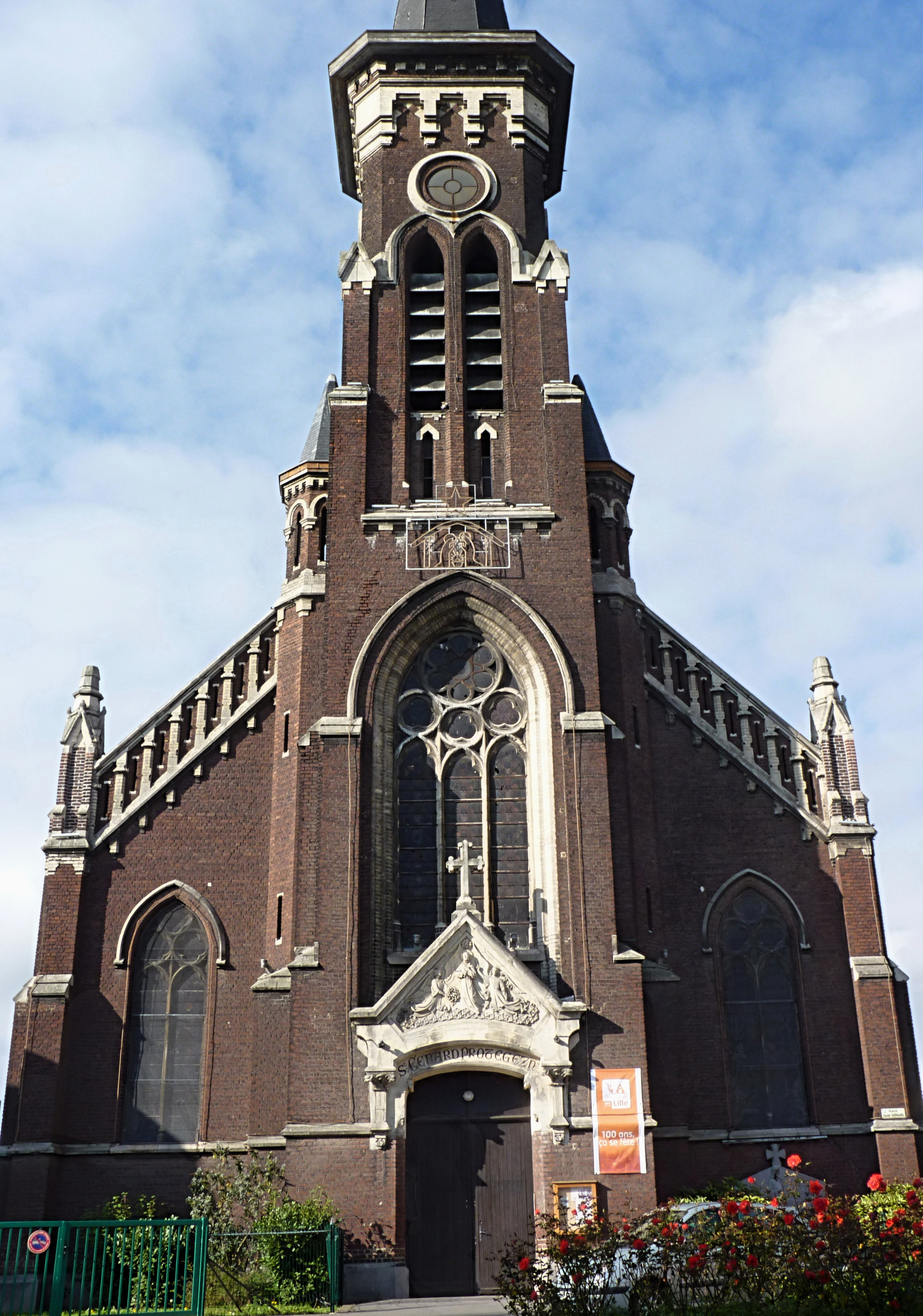
L'église Saint-Gérard.

- L'église Saint-Maclou, place Delvainquière, (centre-ville) a été construite en 1882 et restaurée de 1992 à 2005. Elle a servi de décor au film Je rends larmes en 2010.
- L'église Sainte-Thérèse-de-l'Enfant-Jésus de Wattrelos, contour Sainte-Thérèse, au Laboureur, de Charles Bourgeois, a été construite dans la première moitié du XXe siècle. Elle est classée à l'Inventaire Supplémentaire des Monuments Historiques.
- L'église Saint-Vincent-de-Paul, au Crétinier, place Saint-Vincent-de-Paul, de Paul Destombes, a été construite en 1897 et détruite en 1992; une nouvelle église plus petite est reconstruite en 1993.
- L'église Saint-Gérard, place Saint-Gérard, (Touquet-Saint-Gérard), construite en 1912, a été fermée en 2012 et désacralisée en 2014.
- L'église du Christ-Roi, rue Auguste Renoir, (Sapin Vert) a été construite dans les années 1930.
- L'église Notre-Dame-du-Bon-Conseil, rue du 8 mai 1945, dans le quartier de Beaulieu, datant de 1909, a été démolie en 2012.
- La chapelle de l'espace Saint-Pierre, rue de la Baillerie.

#### Protestant
- L'église protestante évangélique, rue de la Blanchisserie.
- L'église évangélique sans frontières, boulevard des Coteaux.

#### Islam
- La mosquée Omar Ibn Al-Khattab dite mosquée de Wattrelos : salafiste, elle est située rue Stalingrad dans le centre-ville.

#### Témoins de Jéhovah
- Salle du royaume, rue Voltaire.

#### Cimetières
- Le cimetière communal du centre
- Le cimetière communal du Crétinier
- Le cimetière communautaire de Lille Métropole Communauté Urbaine

### Patrimoine naturel et culturel
- Le Musée des Arts et Traditions populaires de Wattrelos, qui présente la vie quotidienne des années 1850 à 1950.
- Les bourloires (aires du jeu traditionnel de la Bourle) de Wattrelos (le Saint-Paul, le Carin, la municipale, Saint-Joseph) sont répertoriées à l'inventaire des Monuments Historiques. Deux d'entre eux sont inscrits depuis 2006, le Café-bourloire Le Carin, 52 rue François-Mériaux[63]  et le Café-bourloire du Cercle Saint-Paul, 22 rue Jean-Jaurès[64].
- Le site PCUK, vaste friche industrielle renaturée. Sur le site, l’ancien terril Kulhmann[65] a été requalifié et renaturé par l'Agence Paysages à Lille. Le paysagiste et la commune ont reçu en 1989 le premier trophée du paysage français[66].

## Personnalités liées à la commune
- Henri Briffaut (1857-1938), homme politique.
- Charles Crupelandt (1886-1955), cycliste surnommé « le Taureau du Nord », il remporte deux fois Paris-Roubaix, des étapes du Tour de France, et Paris-Tours en 1913.
- Hector Tiberghien (1888-1951), cycliste. Il a remporté la course Paris-Tours en 1919 et il disputa huit Tours de France, parvenant à se classer 5e en 1921, 6e en 1922 et 4e en 1923.
- Omer Verschoore (1888-1932), cycliste belge, vainqueur de Liège-Bastogne-Liège en 1912.
- Joseph Van Daele (1889-1948), cycliste belge, vainqueur de Liège-Bastogne-Liège en 1911 et champion de Belgique sur route en 1913.
- Charles Deruyter (1890-1955), cycliste belge, 2e de Paris-Roubaix.
- Victor Provo (1903-1983), homme politique.
- André Vanderdonckt (1908-1982), cycliste, vainqueur du Grand Prix de Fourmies en 1931.
- Édouard Duleu (1909-2001), musicien accordéoniste et compositeur français.
- Gaston Plovie (1911-1974), footballeur et entraîneur.
- Moïse Priez (1912-1970), résistant français, Compagnon de la Libération.
- Étienne Tahon (1920-1991), coureur cycliste.
- Michel Ghysel (1926-2006), homme politique.
- Jacques Bohée (1929-1977), footballeur, champion de France en 1947 (avec le CORT).
- Gaston Michel Cassez (1931-2025), membre du groupe Les Compagnons de la chanson.
- Julien Buge (1935), footballeur.
- Francis (dit Fabrice) Emaer (1935 -1983) : propriétaire de clubs parisiens comme Le Sept et Le Palace.
- Daniel Viaene (1937), footballeur, finaliste de la Coupe de France 1962 avec le FC Nancy.
- Alain Faugaret (1938-2016), homme politique, ancien maire de Wattrelos.
- Michel Watteau (1945-2003), footballeur, International A en 1966 (1 sélection : Luxembourg-France, 0-3).
- Madelyne Delcroix (1946), championne de voltige aérienne, championne du monde en 1968 à Magdebourg en RDA[67].
- Hervé Baroukhel (1954-1997), acteur, et a notamment collaboré avec Guesch Patti pour son tube sorti en 1987, Étienne.
- Michel Demeyre (1957), cycliste, a fini 2e de Paris-Camembert en 1980.
- Ludovic Depickère (1969), nageur qui a notamment représenté la France à trois Jeux olympiques successifs : Séoul, Barcelone et Atlanta.
- Chloé Westelynck (1991), joueuse française de basket-ball, championne d’Europe U16 en 2007.
- Lio Raepsaet, musicien, ancien membre du groupe Skip the Use gagnant d'une victoire de la musique en 2015.

### Galerie

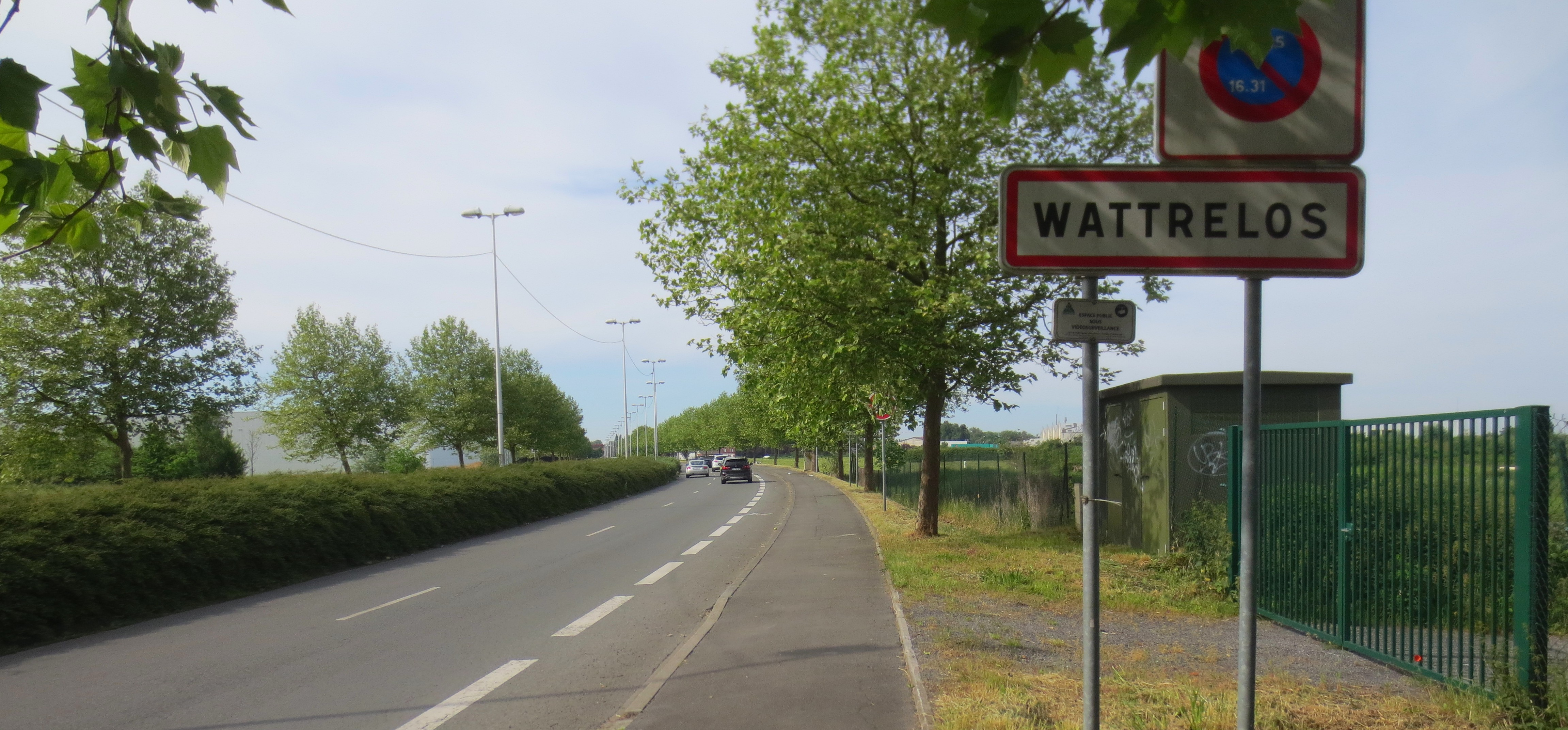
L'entrée.
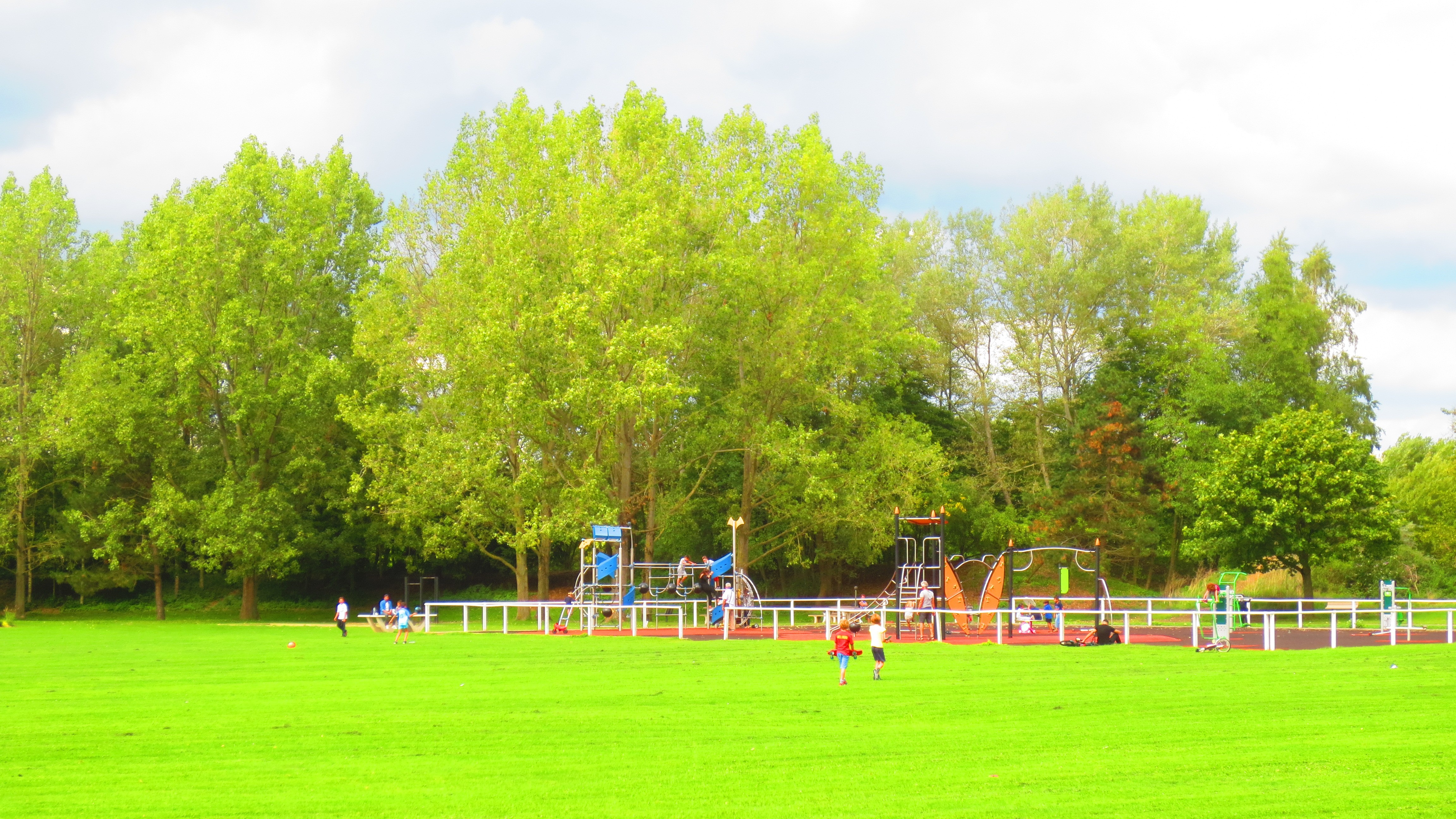
Le parc du lion.
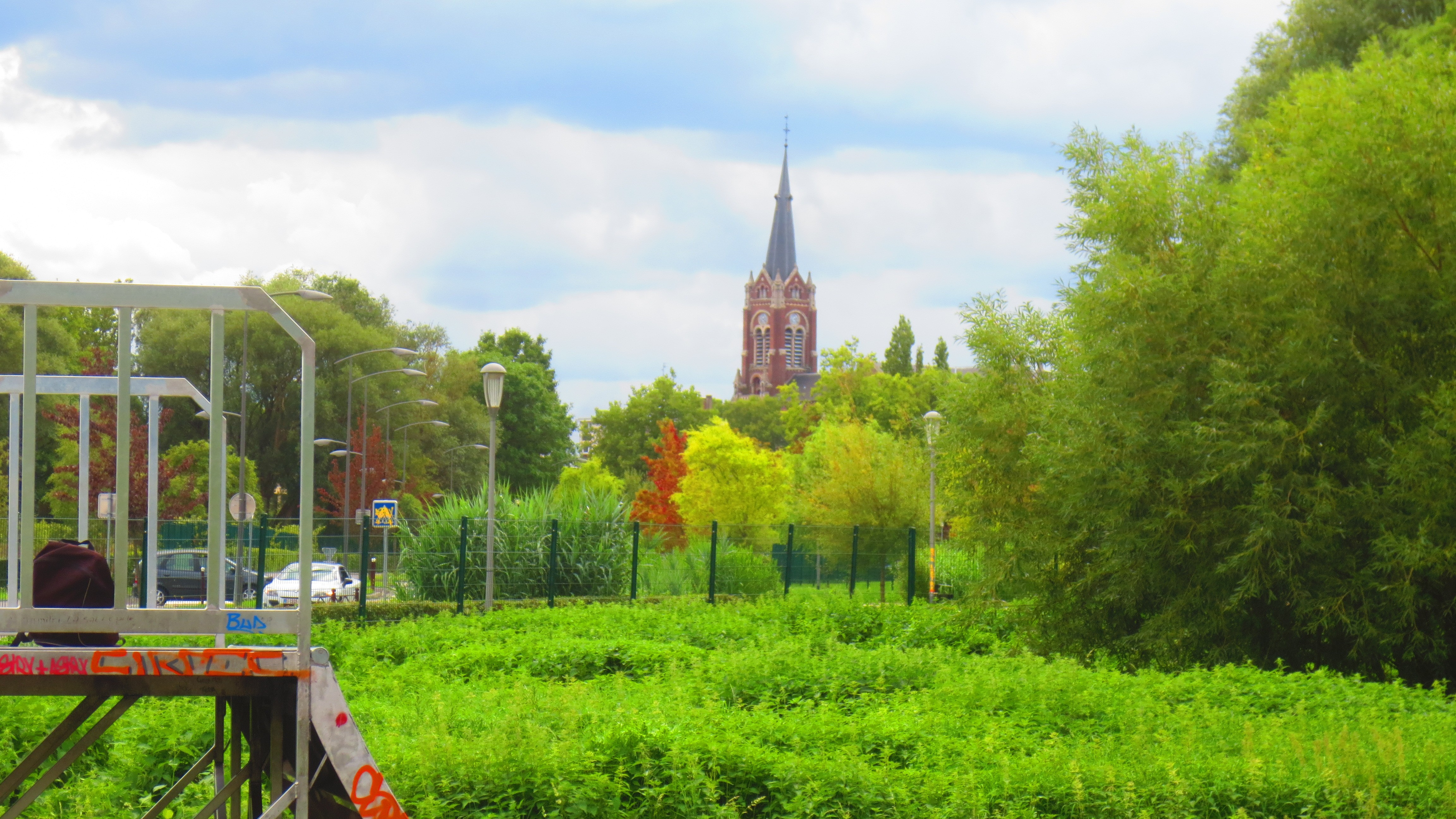
L'église.
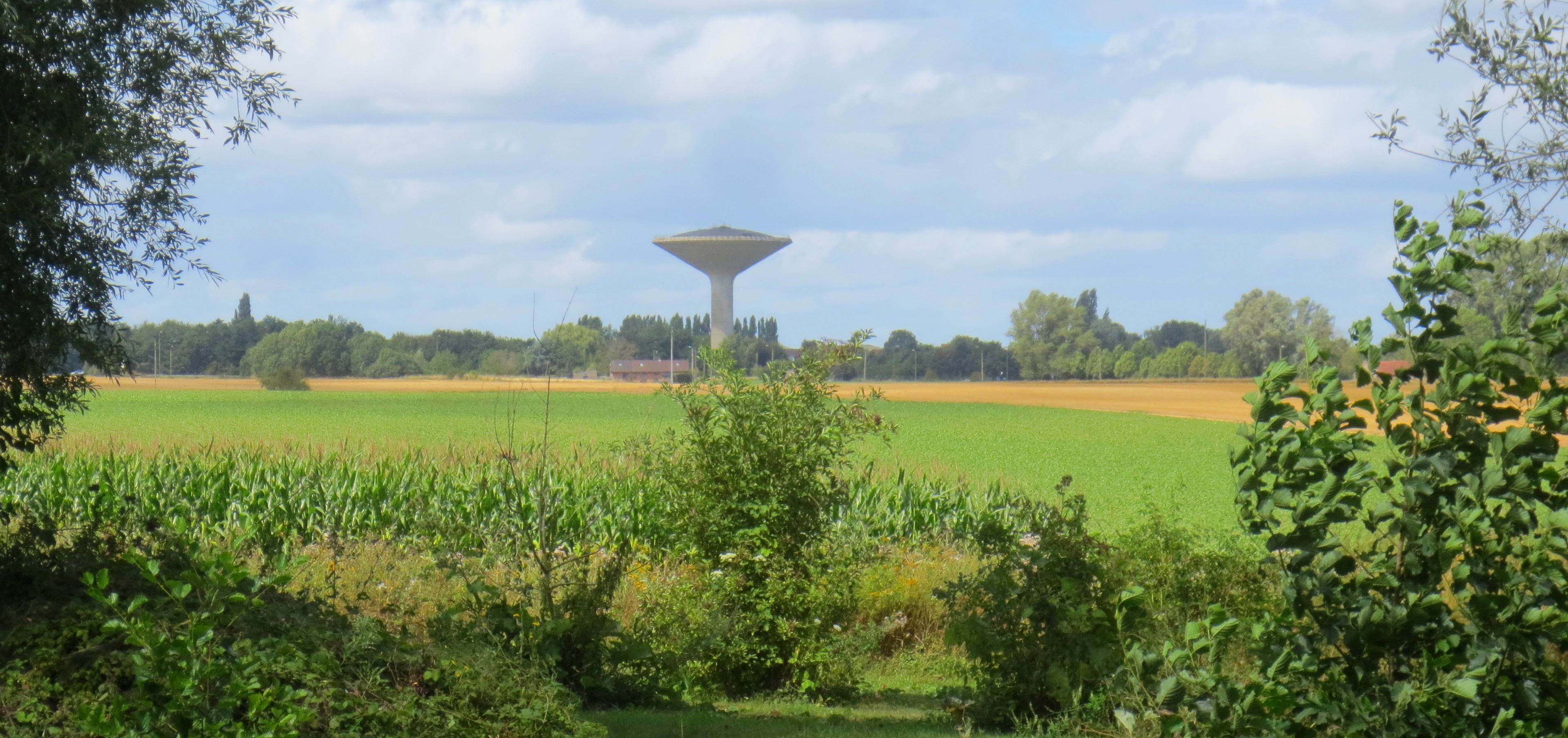
Le château d'eau.